# (218692) Leesnyder
(218692) Leesnyder est un astéroïde de la ceinture principale.

## Description
(218692) Leesnyder est un astéroïde de la ceinture principale. Il fut découvert le 5 octobre 2005 aux Monts Santa Catalina par le projet CSS. Il présente une orbite caractérisée par un demi-grand axe de 2,67 UA, une excentricité de 0,15 et une inclinaison de 13,9° par rapport à l'écliptique.

## Compléments